# Tärngrunden, Nagu
Tärngrunden är en ö nära Vandrock i Nagu,  Finland. Den ligger i Skärgårdshavet i Pargas stad i den ekonomiska regionen  Åboland i landskapet Egentliga Finland, i den sydvästra delen av landet. Ön ligger just sydost om Vandrock, 9 kilometer väster om Nagu kyrka, 39 kilometer sydväst om Åbo och omkring 180 kilometer väster om Helsingfors. Närmaste allmänna förbindelse är förbindelsebryggan vid Innamo som trafikeras av M/S Falkö.
Öns area är 0,5 hektar och dess största längd är 110 meter i öst-västlig riktning.